# Tetrataenium pasquieri
Tetrataenium pasquieri är en flockblommig växtart som beskrevs av Cauwet, Carb. och Farille. Tetrataenium pasquieri ingår i släktet Tetrataenium och familjen flockblommiga växter. Inga underarter finns listade i Catalogue of Life.